# Nepenthes papuana
Nepenthes papuana är en tvåhjärtbladig växtart som beskrevs av Danser. Nepenthes papuana ingår i släktet Nepenthes och familjen Nepenthaceae. Inga underarter finns listade i Catalogue of Life.

## Bildgalleri

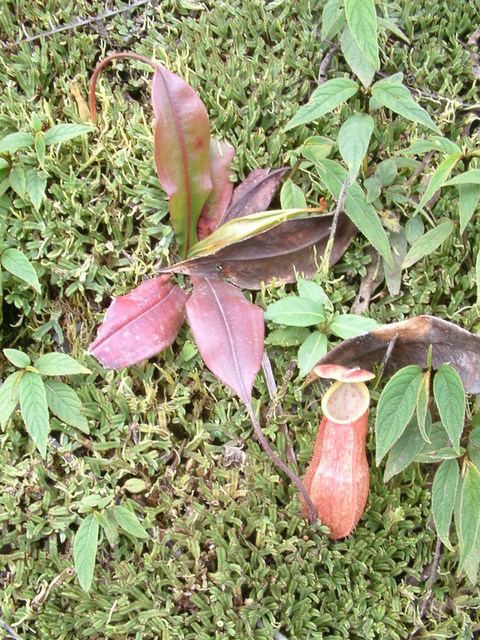
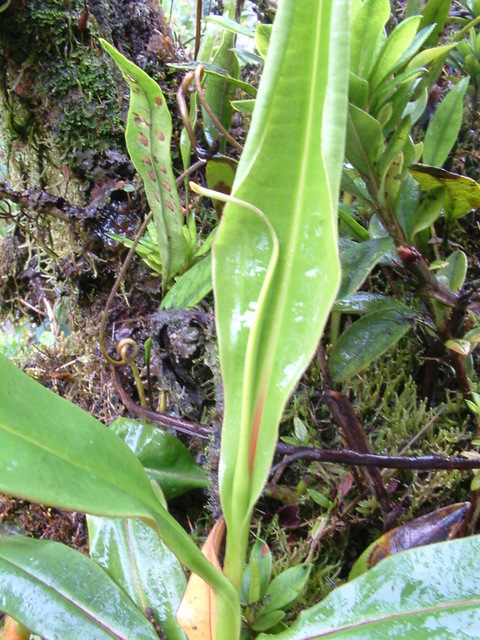
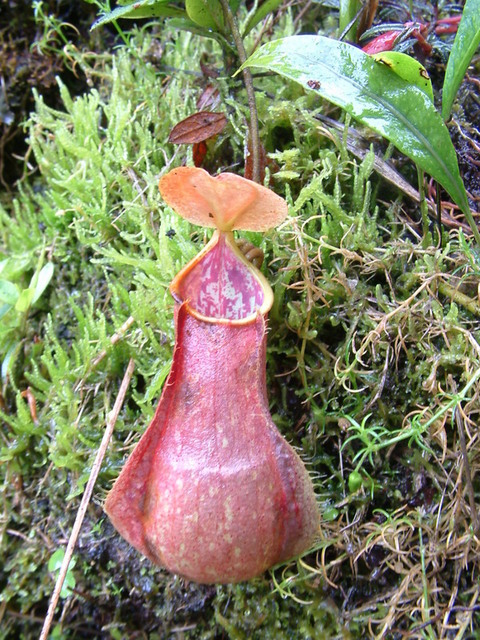
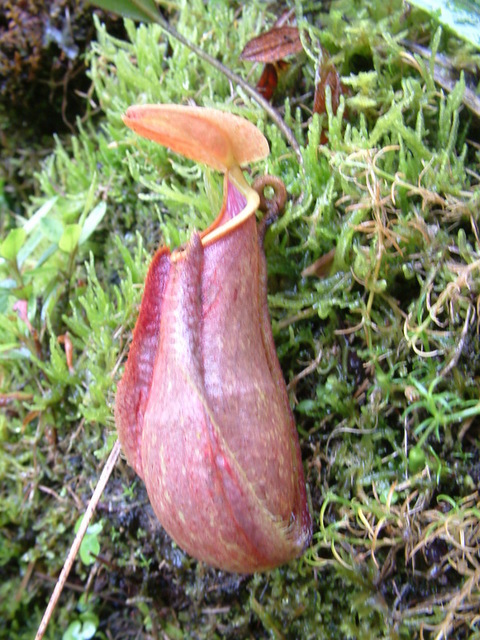
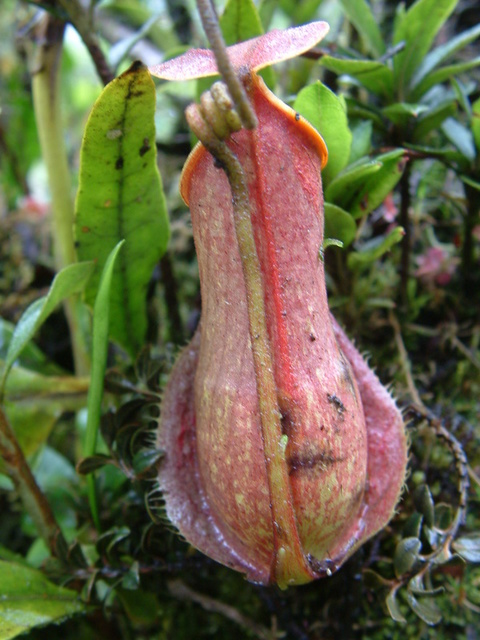
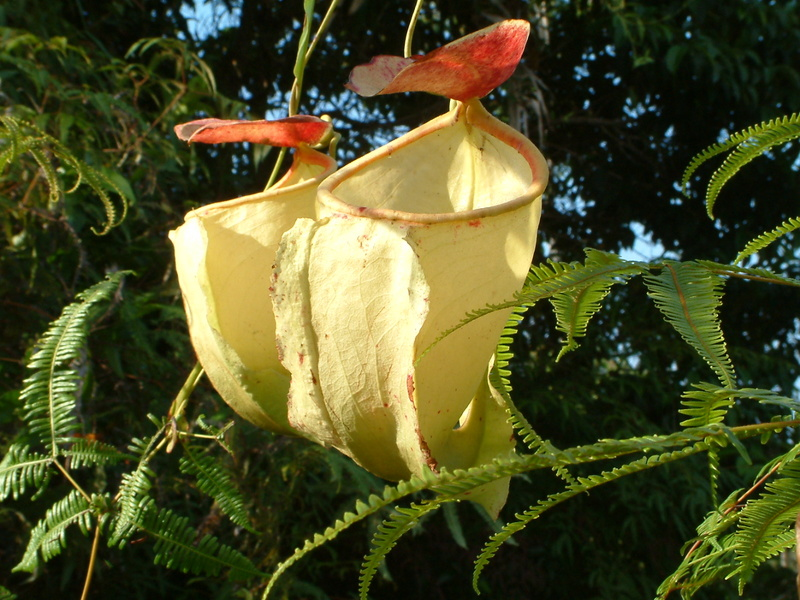